# 줄리 헨더슨
줄리 헨더슨(Julie Henderson, 1986년 3월 5일~)은 미국의 모델이다.